# Подорожнє (Стрийська міська громада)
Подоро́жнє — село в Україні, у Стрийському районі Львівської області. Населення становить 1118 осіб. Орган місцевого самоврядування — Стрийська міська громада. 

## Назва
Давніша назва — Баличі Подорожні. У 1946 році указом ПВР УРСР село Баличі-Подорожні перейменовано в Подорожнє.

## Гідрографія
Через село протікають річки Свіча, Сукіль, Нічич.

## Історія
Посідачем частини села був шляхтич Юрій Дідушицький.

## Політика

### Парламентські вибори, 2019
На позачергових парламентських виборах 2019 року у селі функціонувала окрема виборча дільниця № 461489, розташована у приміщенні будинку культури.
Результати
- зареєстровано 705 виборців, явка 73,48%, найбільше голосів віддано за «Слугу народу» — 22,97%, за партію «Голос» — 16,80%, за «Європейську Солідарність» — 15,06%.[4] В одномандатному окрузі найбільше голосів отримав Андрій Кіт (самовисування) — 24,13%, за Олега Канівця (Громадянська позиція) — 23,94%, за Андрія Гергерта (Всеукраїнське об'єднання «Свобода») — 17,18%[5].

## Шкільництво
У селі розташована СЗОШ I—III ст.

## Відомі люди

### Народилися
- Гавруш Оданія Михайлівна (нар. 1941) — українська художниця декоративного ткацтва.
- Мельник Яків Васильович (нар. 1943) — український радянський діяч, коваль-штампувальник Стрийського вагоноремонтного заводу Львівської області. Депутат Верховної Ради УРСР 9—10-го скликань.
- Мстислав (Гук) (нар. 1978) — архієпископ настоятель Богоявленського храму м. Кам'янець-Подільський УАПЦ.